# Uczelnia muzyczna

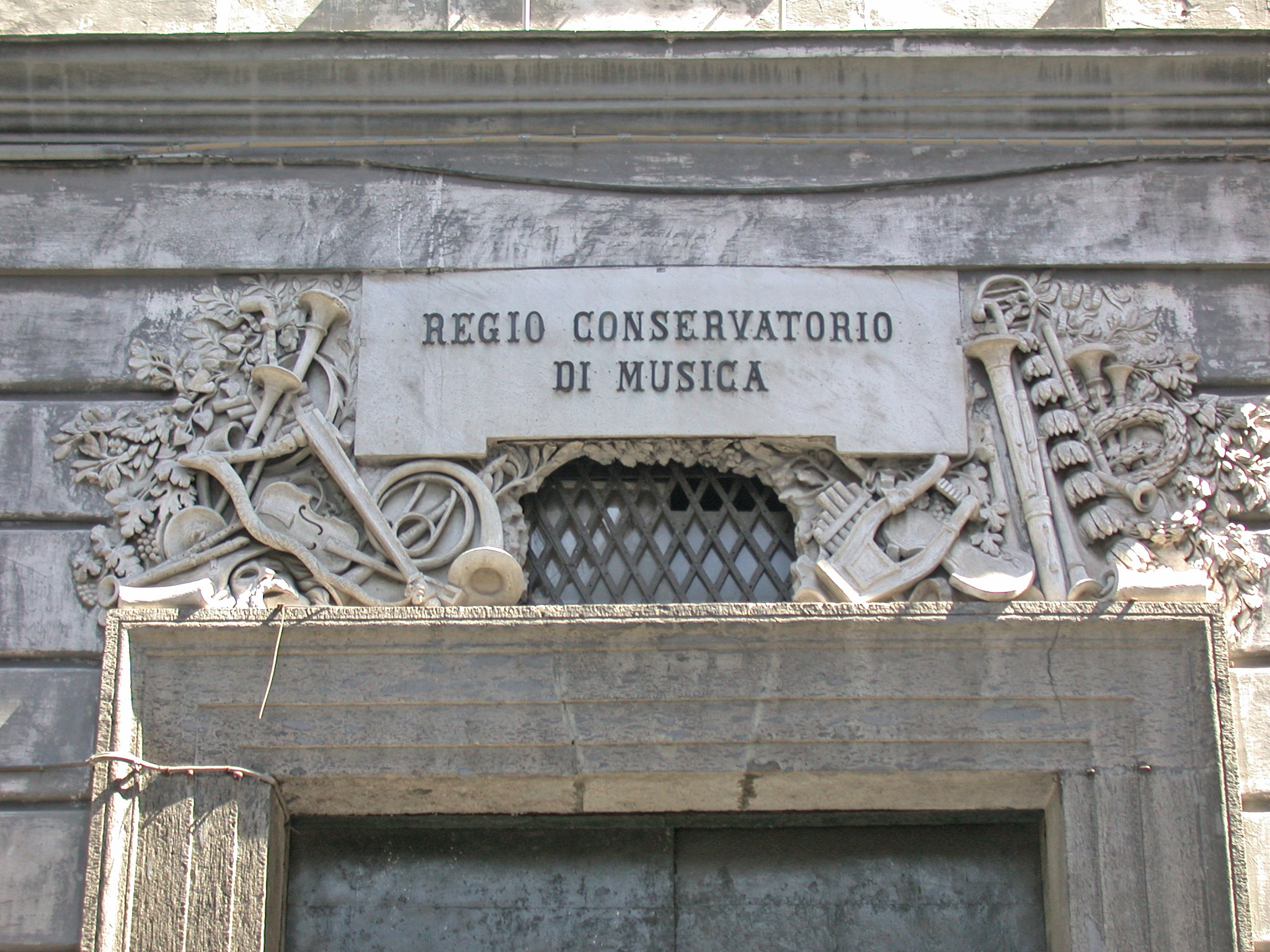
Portal konserwatorium w Neapolu

Uczelnia muzyczna – uczelnia, w której prowadzone jest nauczanie sztuki muzycznej. Nauka kończy się uzyskaniem tytułu licencjata lub magistra sztuki.

## Organizacja i nazewnictwo

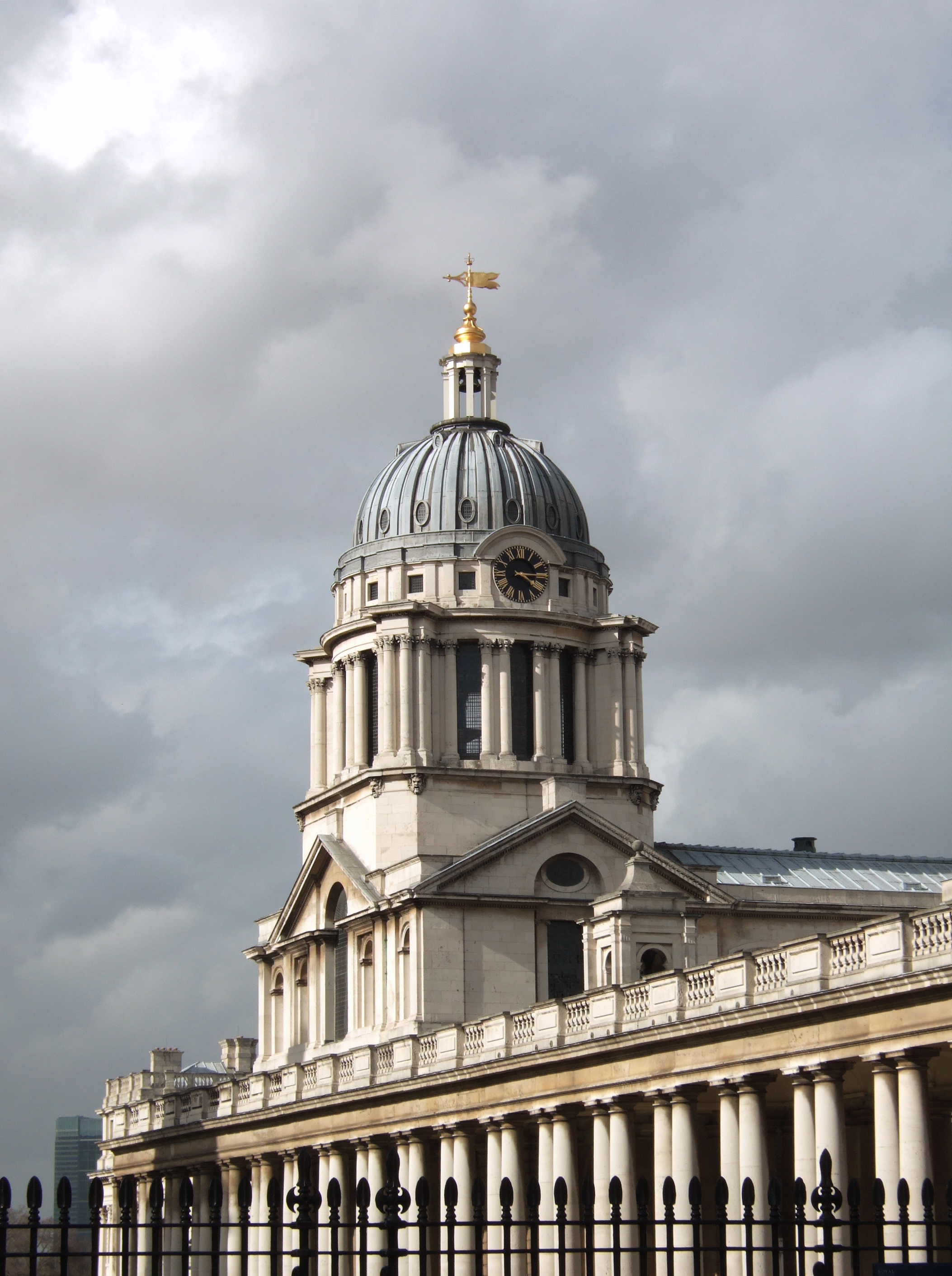
Royal Naval College w Londynie, w którym mieści się Trinity College of Music

Organizacja uczelni muzycznych na świecie jest bardzo zróżnicowana – część stanowi samodzielne instytucje (np. rosyjskie konserwatoria lub niemieckie wyższe szkoły muzyczne), część funkcjonuje w ramach większych całości (np. londyńska Royal Academy of Music zależna jest od Uniwersytetu Londyńskiego), jeszcze inne nie są uczelniami, ale np. pojedynczymi wydziałami artystycznymi uniwersytetu. Istotnym problemem jest także mnogość funkcjonujących nazw, utrudniająca rozróżnienie poziomu nauczenia zagranicznych placówek: początkowo używano nazwy „konserwatorium” (fr. conservatoire, ang. conservatory), później zaczęto także stosować określenia „wyższa szkoła muzyczna” (niem. Musikhochschule), „akademia muzyczna” (ang. academy of music, niem. Musikakademie), „szkoła muzyczna” (często w USA jako school of music) czy „uniwersytet muzyczny” (najnowsza tendencja). W samym tylko Londynie znajduje się kilka wyższych szkół muzycznych o różnych określnikach w nazwie, np. Royal Academy of Music, Royal College of Music, Trinity College of Music oraz Guildhall School of Music.

## Pierwsze europejskie konserwatoria

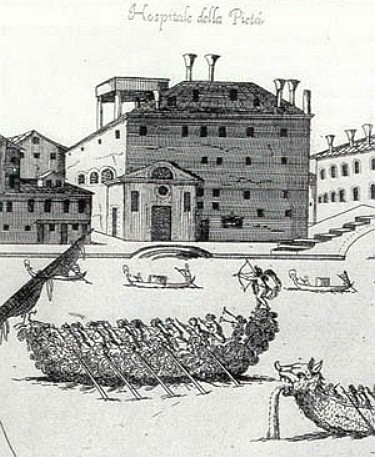
Ospedale della Pietà w Wenecji

Początkowo konserwatoria nie miały nic wspólnego z kształceniem wyższym. W 1537 roku pierwsze konserwatorium powstało w Neapolu. Był to przytułek dla sierot, które kształcono w śpiewie i grze na instrumentach. W następnych latach podobne instytucje powstawały w Weronie, Mediolanie, Wenecji. Konserwatoria działały we Włoszech do końca XVIII w., kształcąc wielu znakomitych muzyków, którzy przyczyniali się do dominacji włoskich wykonawców i kompozytorów w całej Europie. Najsławniejsze konserwatoria działały w Neapolu (stąd wywodziło się wielu kastratów) i w Wenecji; dyrektorem muzycznym w najsławniejszym konserwatorium dla dziewcząt Ospedale della Pietà w Wenecji był m.in. Antonio Vivaldi. Konserwatoria utrzymywały się z wykonywania muzyki podczas nabożeństw zamawianych przez mieszkańców miasta. Na potrzeby takich nabożeństw napisano bardzo dużą liczbę utworów w różnych gatunkach, wokalnych, wokalno-instrumentalnych, a nawet tylko instrumentalnych.
Pierwsze świeckie konserwatorium – Konserwatorium Paryskie – powstało po rewolucji francuskiej. Kształcić miało muzyków na potrzeby orkiestr uświetniających rewolucyjne ceremoniały, co spowodowało, że wyjątkowo ważne były w nim klasy instrumentów dętych. Z czasem zaczęły powstawać kolejne konserwatoria, których znaczenie stopniowo rosło, aż w końcu zostały uznane za szkoły wyższe.

## Uczelnie muzyczne współcześnie

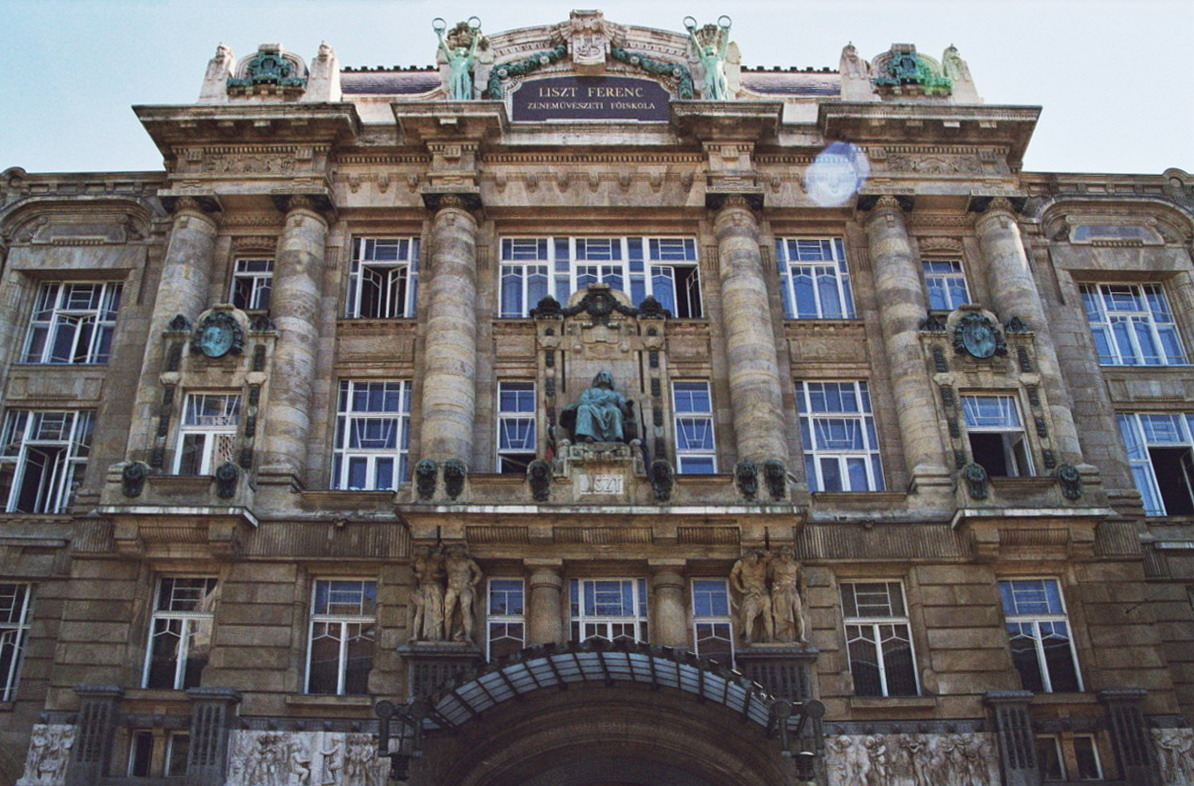
Gmach Akademii Muzycznej im. Franza Liszta w Budapeszcie

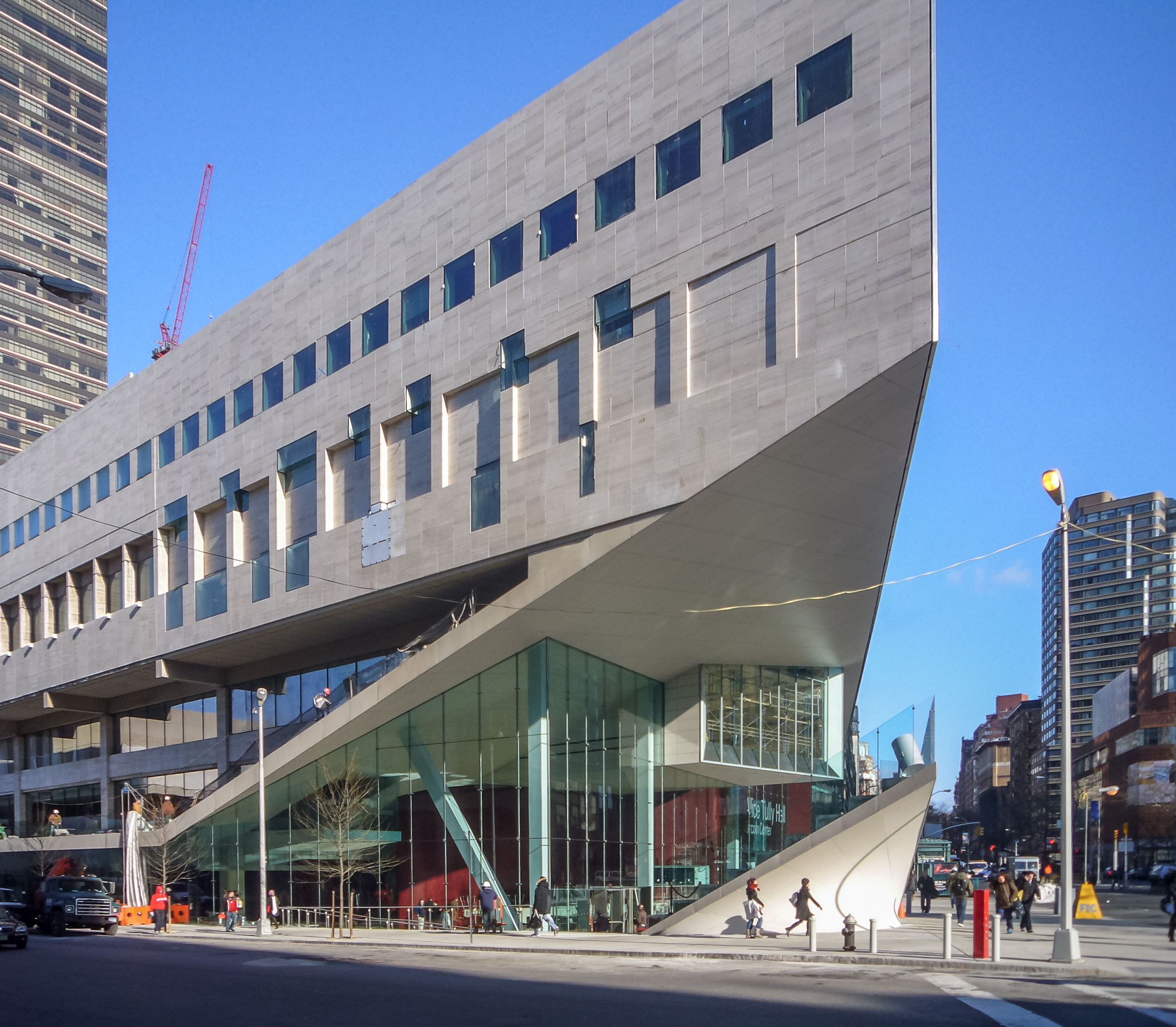
Alice Tully Hall, Juilliard School of Music w Nowym Jorku

Praktycznie nie są prowadzone rankingi uczelni muzycznych, ponieważ ich wyniki mogłyby nie odzwierciedlać faktycznego poziomu szkoły ani jej prestiżu. Podstawowymi kryteriami oceny są zazwyczaj rozpoznawalność kadry i absolwentów na arenie międzynarodowej, sukcesy studentów w prestiżowych międzynarodowych konkursach czy posiadane zaplecze techniczne (np. instrumentarium do wykonywania muzyki dawnej lub studio elektroniczne). Duże znaczenie ma także dyscyplina muzyczna, ponieważ poszczególne ośrodki często specjalizują się w określonych dziedzinach (np. kompozycja, muzyka dawna, pianistyka, opera).
Od 1953 działa Europejskie Stowarzyszenie Konserwatoriów, którego członkami jest obecnie ponad 270 instytucji z 55 państw.

## Uczelnie muzyczne w Polsce
Obecnie w Polsce, w przeciwieństwie do wielu innych krajów, uczelnie muzyczne spełniające określone wymagania są także uprawnione do nadawania stopni doktora oraz doktora habilitowanego sztuki.

### Historia
W Polsce pierwszą publiczną szkołę muzyczną, wobec której stosować zaczęto nazwę konserwatorium, otwarto w Warszawie w roku 1810 dzięki staraniom Józefa Elsnera (oficjalną nazwę „konserwatorium” nadano szkole dopiero w roku 1821). Nauczano w niej przede wszystkim śpiewu oraz gry na instrumentach, a także przedmiotów teoretycznych; w związku jednak z represjami po powstaniu listopadowym szkołę zamknięto w 1831 roku. W Krakowie podobne konserwatorium otwarto – dzięki staraniom Władysława Żeleńskiego i Marceliny Czartoryskiej – w roku 1888.
Po wojnie w miejsce dawnych konserwatoriów powołano do życia państwowe wyższe szkoły muzyczne, które z czasem zostały przemianowane na akademie muzyczne. Obecnie z ośmiu uczelni muzycznych siedem to akademie muzyczne, warszawska natomiast przekształciła się w Uniwersytet Muzyczny.
W roku akademickim 2007/2008 polskie uczelnie muzyczne opuściło 986 absolwentów.

### Kierunki i organizacja
Na polskich uczelniach muzycznych prowadzi się następujące kierunki:
- dyrygentura klasyczna
- dyrygentura jazzowa
- edukacja artystyczna w zakresie sztuki muzycznej
- instrumentalistyka klasyczna
- instrumentalistyka jazzowa
- jazz i muzyka estradowa
- kompozycja i teoria muzyki
- muzyka kościelna
- reżyseria dźwięku
- taniec
- wokalistyka klasyczna
- wokalistyka jazzowa[4]

### Kariera akademicka
Do 2003 roku zamiast stopni przeprowadzane były „przewody kwalifikacyjne I stopnia” (odpowiedniki doktoratu) oraz „przewody kwalifikacyjne II stopnia” (odpowiedniki habilitacji), ostatnim etapem było nadanie przez Prezydenta RP tytułu profesora sztuki. Stanowiska adiunkta, profesora nadzwyczajnego i profesora zwyczajnego obsadzane były na tych samych zasadach, jakie obowiązują w przypadku doktorów i doktorów habilitowanych; jedyną różnicą był brak formalnego stopnia przed otrzymaniem tytułu profesora. Osoby posiadające stopnie kwalifikacji używają wyrażeń „przew. kwal. I/II st.” lub „kwal. I/II st.” przed nazwiskiem lub, znacznie częściej, określeń stanowisk (adiunkt lub profesor nadzwyczajny) – stąd rozróżnienie spotykane na uczelniach artystycznych: adiunkt I st. i adiunkt II st. W 2003 roku w miejsce przewodów wprowadzono z powrotem stopnie doktora sztuki oraz doktora habilitowanego sztuki.
W roku akademickim 2007/2008 w polskich uczelniach muzycznych pracowało 1529 nauczycieli akademickich.

### Uczelnie muzyczne w Polsce
Poniższa tabela prezentuje wszystkie uczelnie muzyczne w Polsce według kolejności ich powstania.
| Zdjęcie | Nazwa                                                     | Data założenia | Miasto    |
| ------- | --------------------------------------------------------- | -------------- | --------- |
|         | Uniwersytet Muzyczny Fryderyka Chopina                    | 1810           | Warszawa  |
|         | Akademia Muzyczna im. Krzysztofa Pendereckiego            | 1888           | Kraków    |
|         | Akademia Muzyczna im. Grażyny i Kiejstuta Bacewiczów      |                | Łódź      |
|         | Akademia Muzyczna im. Ignacego Jana Paderewskiego         | 1920           | Poznań    |
|         | Akademia Muzyczna im. Karola Szymanowskiego               | 1929           | Katowice  |
|         | Akademia Muzyczna im. Stanisława Moniuszki w Gdańsku      | 1947           | Gdańsk    |
|         | Akademia Muzyczna im. Karola Lipińskiego                  | 1948           | Wrocław   |
|         | Akademia Muzyczna im. Feliksa Nowowiejskiego w Bydgoszczy | 1974           | Bydgoszcz |
|         | Akademia Sztuki w Szczecinie                              | 2010           | Szczecin  |